# Ноћ наказа
Ноћ наказа (енгл. Night of the Creeps) амерички је научнофантастични хорор филм из 1986. године, редитеља и сценаристе Фреда Декера, са Џејсоном Лајвлијем, Џил Витлоу и Томом Аткинсом у главним улогама. Представља мешавину зомби, слешер и филмова са инвазијом ванземаљаца, који су били популарни током 1980-их. Радња прати групу студената који покушавају да се одбране од ванземаљских паразита који људе претварају у зомбије.
Премијера је била 22. августа 1986, у дистрибуцији продукцијске куће TriStar Pictures. Упркос комерцијалном неуспеху, филм је постао култни класик. Добио је углавном позитивне критике и на сајту Ротен томејтоуз оцењен је са 75%. Презимена ликова у филму односе се на истакнуте редитеље у хорор жанру, као што су: Џорџ Ромеро, Џон Карпентер, Вес Крејвен, Марио Бава, Сем Рејми, Џон Ландис, Дејвид Кроненберг, Џејмс Камерон, Тоб Хупер и Стив Мајнер.

## Радња
Ванземаљски паразити нападају људе тако што им улазе на уста и претварају их у крволочне зомбије. Детектив Реј Камерон и група тинејџера покушавају да се одбране од паразита и зомбија у кући сестринства.

## Улоге
| Глумац          | Улога                          |
| --------------- | ------------------------------ |
| Џејсон Лајвли   | Крис Ромеро                    |
| Стив Маршал     | Џејмс Карпентер „Џеј Си” Хупер |
| Том Аткинс      | детектив Реј Камерон           |
| Џил Витлоу      | Синтија Кроненберг             |
| Алан Кајзер     | Бред                           |
| Воли Тејлор     | детектив Ландис                |
| Брус Соломон    | наредник Рејми                 |
| Дејвид Пејмер   | Холистер                       |
| Дејвид Оливер   | Стив                           |
| Дик Милер       | Волт                           |
| Сузана Снајдер  | Лиса                           |
| Џеј Арлен Џоунс | полицајац Крејвен              |
| Елизабет Алда   | полицајка Бава                 |
| Лори Лајвли     | Лори                           |
| Шејн Блек       | полицајац                      |
| Роберт Керман   | саобраћајни полицајац          |
| Роберто Кино    | господин Мајнер                |